# Benedict Cumberbatch
Benedict Timothy Carlton Cumberbatch CBE (Hammersmith, Londres, 19 de julho de 1976) é um ator britânico mais conhecido pelos seus papéis como Sherlock Holmes na série de televisão Sherlock da BBC e como Stephen Strange/Doutor Estranho no Universo Cinematográfico Marvel. Além disso fez a Captura de movimento e utilizou a própria voz para interpretar o dragão Smaug na trilogia de The Hobbit. Outros papéis como Alan Turing, no filme The Imitation Game, Khan em Star Trek: Into Darkness e Julian Assange em The Fifth Estate foram alguns sucessos do ator. 
Foi indicado para o Oscar de Melhor Ator e Globo de Ouro de melhor ator em filme dramático pelo seu desempenho como Alan Turing, no filme The Imitation Game. Ao longo da sua carreira conquistou um Emmy de cinco indicações pelo seu trabalho em Sherlock e um prémio Olivier pela peça de teatro Frankenstein, apresentada no National Theatre em Londres.

## Biografia
Benedict Cumberbatch nasceu em 19 de julho de 1976 em Londres. É filho dos atores Timothy Carlton (cujo nome verdadeiro é Timothy Carlton Cumberbatch) e Wanda Ventham e tem uma meia-irmã cerca de 18 anos mais velha, fruto do primeiro casamento da sua mãe. O seu bisavô, Henry Arnold Cumberbatch, CMG, era o cônsul-geral do Reino Unido na Turquia. O seu avô, Henry Carlton Cumberbatch foi oficial num submarino nas duas Guerras Mundiais e uma figura proeminente da alta sociedade londrina.
Cresceu na zona de Kensington em Londres e foi educado em colégios privados desde os 8 anos, tendo frequentado o Brambleteye School e o Harrow School. Benedict conseguiu entrar neste último com uma bolsa de artes e admitiu que a sua avó pagou dois terços das despesas. Uma vez que ambos os pais de Benedict eram atores, conheciam bem a precariedade do seu emprego e enviaram o seu filho para um dos colégios mais famosos do Reino Unido na esperança que ele escolhesse seguir uma área diferente da deles.
Enquanto frequentava Harrow, Benedict juntou-se ao seu principal clube de teatro, The Rattigan Society. O seu professor de teatro disse que Benedict foi o melhor aluno que já teve.
Benedict impressionou os seus professores com notas brilhantes no General Certificate of Secondary Education e, durante algum tempo pensou em estudar Direito na Universidade de Cambridge ou Oxford, porém, como o próprio afirmou, durante a adolescência descobriu "a erva, as mulheres e a música" e as suas notas acabaram por descer, além disso Harrow acabou por ter a influência contrária da que os pais de Benedict pretendiam e ele decidiu que queria estudar representação. Para além de pertencer ao grupo de teatro, as atividades extracurriculares de Benedict incluíam o rugby e a pintura.
Quando terminou os seus estudos em Harrow, Benedict tirou um ano de pausa antes de entrar para a universidade (o tradicional "gap year") e durante esse tempo ensinou inglês num mosteiro tibetano. Quando regressou, ingressou na Universidade de Manchester onde estudou representação. Após concluir a sua licenciatura, Benedict obteve o grau de mestre de artes em representação clássica para teatro profissional na prestigiada London Academy of Music and Dramatic Art.

## Carreira

### Teatro

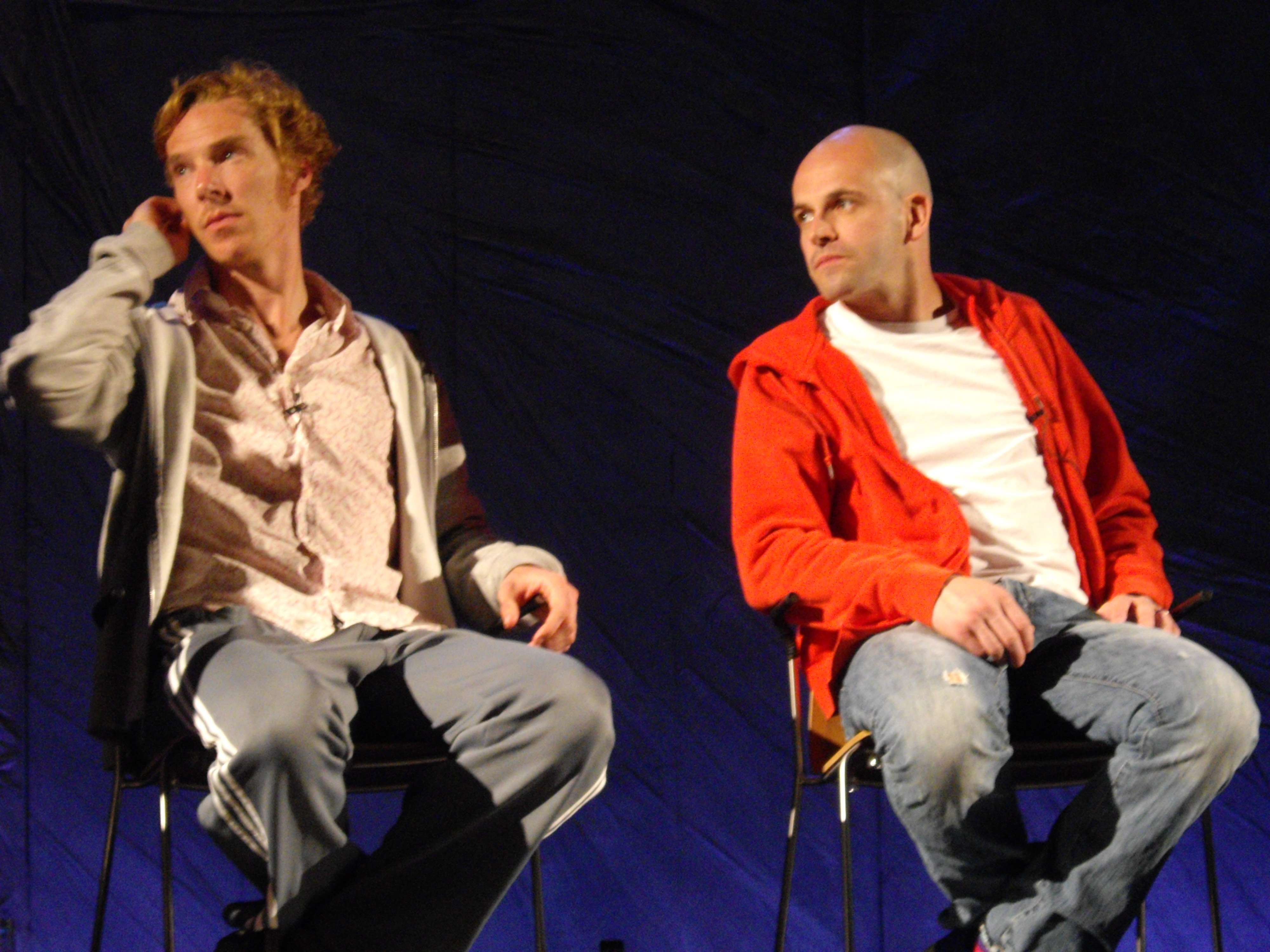
Benedict Cumberbatch e Jonny Lee Miller após uma representação da peça Frankenstein

Desde 2001, Benedict Cumberbatch já trabalhou em teatros como o Regent's Park Open Air, o Almeida Theatre, o Royal Court Theatre e o National Theatre. Foi nomeado para um prémio Olivier na categoria de melhor ator secundário pelo seu papel de Tesman na peça Hedda Gabler, apresentada no Almeida Theatre e no Duke of York's Theatre.
Em junho de 2010, Benedict protagonizou a peça After the Dance de Terence Rattigan no National Theatre. Nela, representou o papel de David Scott-Fowler, um aristrocata dos anos 1920. A peça foi um sucesso comercial e junto da crítica e venceu quatro prémios Olivier. No mesmo ano, participou no evento teatral The Children's Monologues que foi produzido pela organização Dramatic Need no Old Vic Theatre em Londres.
Em fevereiro de 2011 estreou Frankenstein, no National Theatre. A peça foi encenada por Danny Boyle e os seus dois atores principais, Benedict Cumberbatch e Jonny Lee Miller alternavam todas as noites entre o papel de Dr. Victor Frankenstein e da sua criatura. A peça chegou aos cinemas incluída no National Theatre Live, em março de 2011. Em abril de 2012, Benedict venceu, e partilhou com Jonny Lee Miller, o prémio Olivier de melhor ator principal pelo seu muito elogiado papel nessa peça.
Em 2015, Benedict regressou ao teatro no papel de Hamlet. A peça shakespeariana foi apresentada no Barbican Theatre em Londres durante 12 semanas com início em agosto de 2015. Benedict recebeu a sua terceira nomeação para os prémios Olivier por este papel.

### Televisão

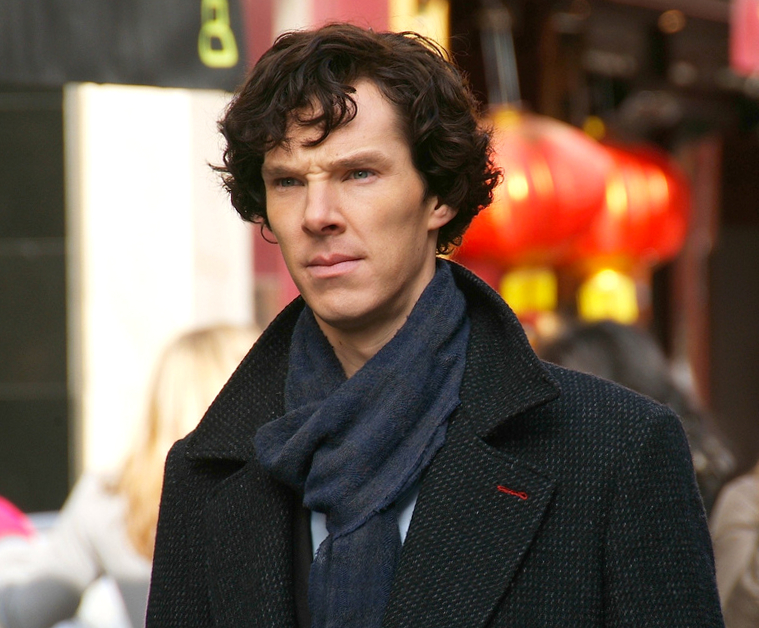
Benedict Cumberbatch nas gravações de Sherlock.

Os papéis televisivos de Benedict incluem duas participações distintas na série Heartbeat (em 2000 e em 2004), o papel de Freddy em Tipping the Velvet (2002), o de Edward Hand em Cambridge Spies (2003) e o de Rory na série tragicómica da ITV, Fortysomething (2003), onde contracenou com Hugh Laurie. Em 2004, interpretou o papel de Stephen Hawking no telefilme Hawking, que lhe valeu uma nomeação na categoria de melhor ator principal nos BAFTA TV e um Golden Nymph. Mais tarde, Benedict fez a voz de Stephen Hawking no primeiro episódio da série Curiosity. Benedict interpretou o papel do Tenente Jimmy Langley no documentário da BBC Dunkirk.
Em 2005, Benedict Cumberbatch protagonizou a minissérie To The Ends of the Earth, no papel de Edmund Talbot. A minissérie baseia-se na trilogia de livros com o mesmo nome de William Golding. Em 2005, Benedict fez o papel do enviado especial Will Parker na série de comédia Broken News, uma paródia dos canais noticiosos. Em setembro de 2007, Benedict Cumberbatch e Tom Hardy desempenharam os papéis no telefilme Stuart: A Life Backwards transmitido pela BBC. Em 2008, protagonizou a minissérie da BBC, The Last Enemy, que lhe valeu uma nomeação para os Satellite Awards na categoria de melhor ator numa minissérie ou telefilme.
Em 2009, Benedict participou no telefilme Marple: Murder Is Easy, onde interpretou o papel de Luke Fitzwilliam. Nesse ano interpretou ainda o papel de Bernard na adaptação de Small Island e foi nomeado para um BAFTA TV na categoria de melhor ator secundário.
Em 2010, Benedict interpretou o papel de Vincent van Gogh no docudrama Van Gogh: Painted with Words. Ainda nesse ano, estreou a primeira temporada da série da BBC, Sherlock, que foi bastante elogiada pela crítica e onde Benedict interpreta o papel de Sherlock Holmes. A segunda temporada da série começou no dia de ano novo de 2012 no Reino Unido e foi transmitida pela PBS nos Estados Unidos em maio de 2012. Benedict foi nomeado para um Emmy na categoria de melhor ator principal numa minissérie ou telefilme por este papel, vencendo nessa categoria dois anos mais tarde em 2014. A terceira temporada de Sherlock estreou a 1 de janeiro de 2014 na BBC One. No dia primeiro de janeiro de 2016 houve um episódio especial de Natal de Sherlock, intitulado The Abominable Bride (A Noiva Abominável), que alcançou mais de uma dezena de milhões de espectadores. A última temporada de Sherlock foi transmitida em 2017.
Em 2012, Benedict interpretou o papel de Christopher Tietjens em Parade's End, uma minissérie coproduzida pela BBC e pela HBO. A minissérie é uma adaptação da trilogia de romances com o mesmo nome de Ford Madox Ford. Os seis episódios foram realizados por Susanna White e escritos por Tom Stoppard e contam ainda com Rebecca Hall, Miranda Richardson e Rupert Everett no elenco. Com este papel, Benedict foi nomeado para o Emmy, Critic's Choice Awards e Satellite Awards na categoria de Melhor Ator numa Minissérie ou Telefilme e venceu na mesma categoria nos Broadcasting Press Guild Awards.
Em abril de 2014, a BBC anunciou que Benedict Cumberbatch protagonizaria a minissérie The Hollow Crown no papel de Ricardo III de Inglaterra. A minissérie, com data de transmissão prevista para 2016 no canal BBC 2, faz parte de um ciclo de adaptações televisivas das obras históricas de William Shakespeare.
Benedict protagonizou a minissérie Patrick Melrose, trasmitida em 2018 pelo canal Showtime. Esta é baseada nos romances de Edward St Aubyn e valeu ao ator a sua sexta nomeação para os prémios Emmy. No ano seguinte, Benedict foi o protagonista do telefilme Brexit: The Uncivil War, no papel do estratega político Dominic Cummings (o diretor da campanha Leave, que favorecia a saída do Reino Unido da União Europeia).
Ainda em 2019, fez a voz de Satanás no episódio "The Very Last Day of the Rest of Their Lives" da série Good Omens.

### Cinema
Em 2006, Benedict interpretou o papel de William Pitt, o Novo em Amazing Grace. O filme conta a história da luta política longa e intensa de William Wilberforce para eliminar o comércio de escravos no Império Britânico no início do século XIX. William Pitt era o melhor amigo de William Wilberforce e o seu aliado político mais fiel e foi o Primeiro-Ministro mais jovem de sempre do Reino Unido, tendo chegado ao cargo com apenas 24 anos. O papel valeu uma nomeação do London Film Critics Circle para maior revelação a Benedict. No mesmo ano, partilhou o ecrã com James McAvoy e Alice Eve na comédia Starter for 10 que segue a preparação e participação de um grupo de alunos da Universidade de Bristol num concurso televisivo que põe à prova os conhecimentos de alunos universitários do Reino Unido. Um dos produtores do filme foi Tom Hanks e Sam Mendes foi um dos produtores executivos.
Benedict teve papéis secundários em Atonement (2007) e The Other Boleyn Girl (2008). Em 2009, interpretou o papel de Joseph Hooker, o amigo de Charles Darwin, no filme Creation. Em 2010, teve um pequeno papel no filme The Whistleblower.

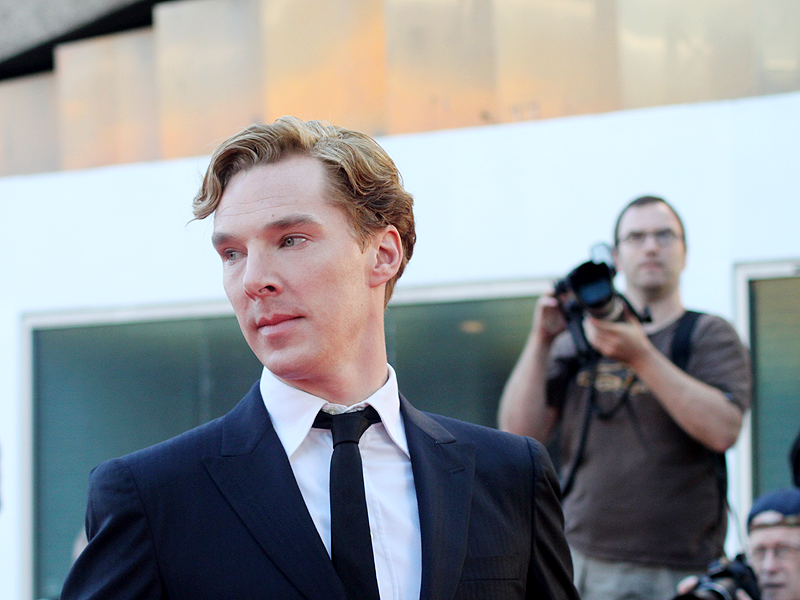
Benedict Cumberbatch na estreia de Tinker Tailor Soldier Spy

Em 2011, interpretou o papel de Peter Guillam, o braço-direito de Smiley (interpretado por Gary Oldman), na adaptação ao cinema do romance de John le Carré, Tinker Tailor Soldier Spy. O filme foi realizado por Tomas Alfredson e protagonizado por Gary Oldman e Colin Firth. No mesmo ano, Benedict interpretou o papel de Major Stewart em War Horse, realizado por Steven Spielberg. Benedict também terminou o seu trabalho na trilogia de filmes baseados no livro de J.R.R. Tolkien, The Hobbit, realizada por Peter Jackson, onde faz a voz e a representação capturada por computador do dragão Smaug e do Necromante. O primeiro filme estreou em dezembro de 2012, o segundo em dezembro de 2013 e terceiro em dezembro de 2014.
Em 2013, Benedict fez o papel do vilão Khan Noonien Singh no filme Star Trek Into Darkness, realizado por J. J. Abrams. No mesmo ano, faz ainda o papel de Julian Assange no filme The Fifth Estate que levou ao cinema a história da amizade do fundador do site WikiLeaks com Daniel Domscheit-Berg e participou em Twelve Years a Slave e August: Osage County. O primeiro filme é realizado por Steve McQueen e conta a história de um homem que é raptado e vendido como escravo em meados do século XIX no sul dos Estados Unidos. Brad Pitt, Michael Fassbender e Paul Giamatti fazem também parte do elenco. O filme venceu o Óscar de Melhor Filme na 86ª edição dos Prémios da Academia. O segundo filme é realizado por John Wells e segue as vidas das mulheres fortes da família Weston que, após seguirem caminhos diferentes nas suas vidas, voltam a juntar-se devido a uma crise familiar. Meryl Streep, Julia Roberts e Ewan McGregor fazem parte do elenco.
Ainda em 2013, Benedict protagonizou e produziu a curta-metragem Little Favour, um projeto financiado através de crowdfunding.
Em 2014 emprestou a voz ao lobo Classified no filme de animação Penguins of Madagascar. No mesmo ano, estreou o filme The Imitation Game, onde interpreta o papel de Alan Turing, o matemático, lógico, criptoanalista e cientista da computação britânico. O filme e a prestação de Benedict foram bastante elogiados pela crítica e valeu-lhe a sua primeira nomeação para os Óscares na categoria de Melhor Ator Principal, para além de nomeações para os principais prémios do cinema na mesma categoria, incluindo nos Globos de Ouro, BAFTA's e Screen Actors Guild Awards, entre outros.
Em 2015, contracenou com Johnny Depp em Black Mass. O filme conta a história verídica de Whitey Bulger, um criminoso violento de Boston e irmão de um senador que se junta ao FBI.
Em dezembro de 2014, a Marvel confirmou que Benedict Cumberbatch tinha sido escolhido para o papel de Doctor Strange. O filme centrado nesta personagem tem estreia prevista para 4 de novembro de 2016.
Em 2016 fez uma pequena participação no filme Zoolander 2 no papel de All. Neste mesmo Benedict estrelou o filme Doutor Estranho da Marvel Studios, onde foi protagonista.
Ele voltou a interpretar este mesmo papel em Thor: Ragnarök, Avengers: Infinity War e Avengers: Endgame.
Em 2017, interpretou Thomas Edison no filme The Current War. No ano seguinte, fez a voz de Grinch no filme de animação The Grinch e também de Shere Khan no filme Mowgli: Legend of the Jungle, a adaptação da Netflix de O Livro da Selva de Rudyard Kipling. Em 2019, teve uma curta participação do filme 1917 de Sam Mendes, no papel de Coronel Mackenzie.
Em 2020, protagonizou The Courier, um drama histórico passado durante a crise dos mísseis de Cuba.
Em 2021, participou em três filmes bastante elogiados pela crítica: The Mauritanian, um drama sobre a busca pela liberdade de um prisioneiro detido em Guantanamo Bay sem qualquer acusação; The Power of the Dog, onde interpreta o papel de Phil Burbank, um homem que inspira medo em todas as pessoas à sua volta; e The Electrical Life of Louis Wain, um filme biográfico sobre o artista britânico Louis Wain que sofria de esquizofrenia.

### Rádio
Em maio de 2009, a BBC Radio 4 transmitiu uma adaptação do romance de John Mortimer, Rumpole and the Penge Bungalow Murders. Benedict fez o papel de "Rumpole jovem". Benedict participa em Cabine Pressure como Capitão Martin Crieff. Esta série de comédia vai já na sua quarta temporada e segue as desventuras de uma equipa que trabalha para uma pequena empresa de aviação que possui apenas um avião. Em março de 2013, Benedict fez o papel de Anjo Islington na adaptação da BBC Radio 4 do romance Neverwhere de Neil Gaiman. A adaptação conta ainda com James McAvoy, Natalie Dormer, David Harewood, Sophie Okonedo e Christopher Lee, entre outros.

### Outros
Benedict Cumberbatch narra vários livros áudio, que incluem: The Tempest, The Making of Music, Death in a White Tie, Artists in Crime e Sherlock Holmes: The Rediscovered Railway Mysteries and Other Stories. Benedict empresta ainda a voz a vários anúncios publicitários de marcas como Jaguar, Sony, Pimms e Google+. Participou numa curta-metragem sobre a História de Londres que inaugurou a transmissão da BBC dos Jogos Olímpicos de Verão de 2012, em Londres.

## Filantropia e causas sociais
Benedict Cumberbatch é um dos embaixadores do The Prince's Trust, uma instituição de caridade criada pelo príncipe Carlos que tem como objetivo auxiliar os jovens com dificuldades no Reino Unido. Ele apoia, ainda, a Dramatic Need, uma instituição de caridade que promove a expressão criativa como ferramenta para a resolução de conflitos, desenvolvimento social, emancipação do sexo e de assimilação de mensagens de saúde para as comunidades mais desfavorecidas.
Benedict tem criticado bastante a resposta do governo britânico à crise migratória que se vive atualmente na Europa e fez vários discursos sobre o assunto no final das apresentações da peça, Hamlet, entre julho e agosto de 2015. Nestes discursos, o ator incentivou o público a fazer donativos a instituições que auxiliassem os refugiados, chegou mesmo a afirmar que os políticos podiam "ir à merda" e disse: "Um pai não coloca o seu filho num barco a menos que o mar seja mais seguro do que a terra". O próprio ator doou 150 000 libras à instituição Save the Children para auxiliar os refugiados e juntou-se a um grupo de celebridades que se comprometeu a acolher crianças refugiadas no Reino Unido para as ajudar a encontrar as suas famílias.
O ator apoia a causa feminista e no Dia Internacional da Mulher em 2014 foi revelado como um dos assinantes de uma carta da Amnistia Internacional, dirigida ao primeiro-ministro David Cameron, onde se defendiam os direitos das mulheres no Afeganistão. É também um apoiante da comunidade LGBT e já contribuiu de várias formas na defesa dos seus direitos: em 2013 oficializou a união civil de um casal de amigos homossexuais e foi um dos signatários de uma carta aberta publicada no jornal The Guardian que exigia o perdão de todos os homossexuais acusados de crimes de "indecência" (entre eles Alan Turing, cuja história ajudou a contar no filme The Imitation Game). Numa entrevista enquanto promovia The Imitation Game, Benedict admitiu que teve experiências homossexuais enquanto estudava em escolas privadas exclusivamente masculinas. O seu testemunho foi elogiado pelo grupo de defesa dos direitos dos homossexuais Stonewall que divulgou um comunicado de empresa que dizia: "Ver uma figura pública, principalmente alguém tão influente como o Benedict, a falar sobre assuntos homossexuais de forma positiva é algo poderoso para jovens lésbicas, gays e bisexuais. Por vezes é difícil para quem está a crescer encontrar um modelo a seguir que demonstre que ser gay ou hetero é igualmente positivo".
Benedict também já apoiou instituições que lutam contra o cancro como a Stand Up to Cancer e a Cancer Research UK.

## Vida pessoal

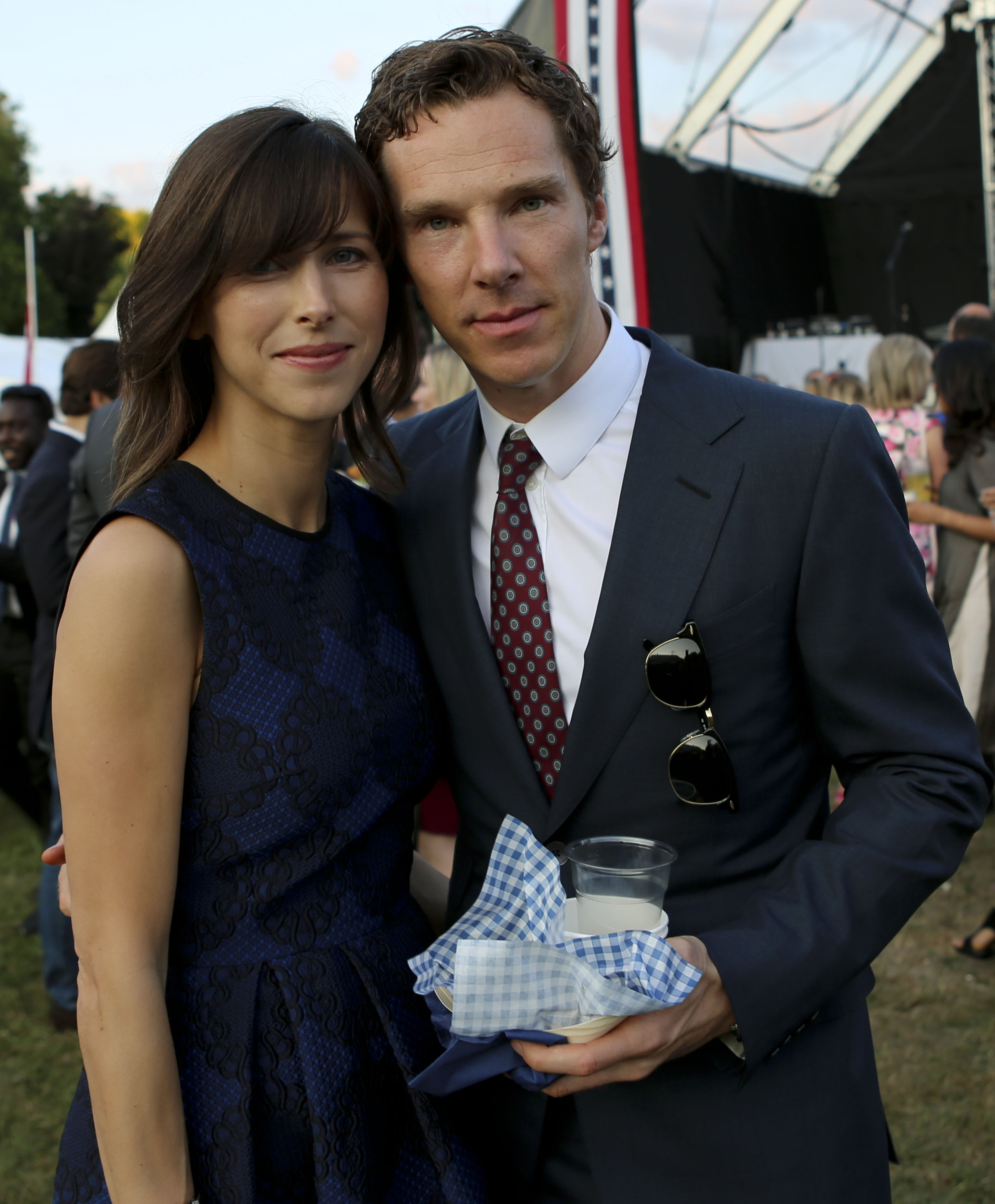
Benedict Cumberbatch com a esposa, Sophie Hunter.

Em 2004, quando se encontrava na África do Sul a filmar a minissérie To The Ends of the Earth, Cumberbatch e dois amigos foram vítimas de carjacking quando regressavam de uma visita ao norte do país. Seis homens armados sequestraram os três atores e ameaçaram-nos de morte durante cerca de duas horas e meia e depois abandonaram-nos num descampado. Os três amigos escaparam com ferimentos ligeiros e não falaram em público do sucedido até quatro anos mais tarde quando Benedict escreveu um artigo para o site da instituição de caridade The Prince's Trust.
Cumberbatch namorou a atriz Olivia Poulet, que conheceu na universidade, durante 12 anos. O casal separou-se em 2010. Depois de Olivia, namorou a artista londrina Anna James, de quem se separou em 2012.
Em 5 de novembro de 2014, Cumberbatch anunciou o seu noivado com a encenadora de teatro e de ópera Sophie Hunter. O anúncio foi feito de forma tradicional inglesa na secção de "Casamentos" do jornal The Times. O casal deu o nó numa cerimónia privada numa igreja medieval na ilha inglesa de Wight em 14 de fevereiro de 2015. O casal tem três filhos: Christopher Carlton Cumberbatch, Hal Auden Cumberbatch e um terceiro filho.
Ainda em junho de 2015, Cumberbatch foi condecorado com a ordem de Comandante da Ordem do Império Britânico (CBE) em virtude de serviços prestados à arte dramática e pelas suas contribuições para a caridade.

## Filmografia

### Cinema
| Ano  | Nome                                        | Personagem                        | Obs. e Título em Português                                                                           |
| ---- | ------------------------------------------- | --------------------------------- | --- |
| 2002 | Hills Like White Elephants                  | O Homem                           | Curta-metragem                                                                                       |
| 2003 | To Kill a King                              | Royalist                          | br: Morte ao Rei pt: Matar o Rei                                                                     |
| 2006 | Starter for 10                              | Patrick Watts                     | br: Garoto Nota 10 pt: Concurso Viciado                                                              |
| 2006 | Amazing Grace                               | William Pitt, o novo.             | br: Jornada Pela Liberdade pt: Amazing Grace                                                         |
| 2007 | Inseparable                                 | Joe/Charlie                       | Curta-metragem                                                                                       |
| 2007 | Atonement                                   | Paul Marshall                     | br: Desejo e Reparação pt: Expiação                                                                  |
| 2008 | The Other Boleyn Girl                       | William Carey                     | br: A Outra pt: Duas Irmãs, Um Rei                                                                   |
| 2008 | Burlesque Fairytales                        | Henry Clark                       | |
| 2009 | Creation                                    | Joseph Hooker                     | br/pt: Criação                                                                                       |
| 2010 | Four Lions                                  | Ed                                | br/pt: Quatro Leões                                                                                  |
| 2010 | Third Star                                  | James                             | br: Terceira Estrela                                                                                 |
| 2010 | The Whistleblower                           | Nick Kaufman                      | br: A Informante pt: Delatora                                                                        |
| 2010 | Wreckers                                    | David                             | |
| 2011 | War Horse                                   | Major Stewart                     | br/pt: Cavalo de Guerra                                                                              |
| 2011 | Tinker Tailor Soldier Spy                   | Peter Guillam                     | br: O Espião que Sabia Demais pt: A Toupeira                                                         |
| 2012 | The Hobbit: An Unexpected Journey           | Smaug e Necromancer               | br: O Hobbit: Uma Jornada Inesperada pt: O Hobbit: Uma Viagem Inesperada Voz e captura de movimentos |
| 2013 | Star Trek: Into Darkness                    | Khan                              | br/pt: Além da Escuridão - Star Trek                                                                 |
| 2013 | The Fifth Estate                            | Julian Assange                    | br/pt: O Quinto Poder                                                                                |
| 2013 | Twelve Years a Slave                        | William Ford                      | br: 12 Anos de Escravidão pt: 12 Anos Escravo                                                        |
| 2013 | The Hobbit: The Desolation of Smaug         | Smaug e Necromancer               | br/pt: O Hobbit: A Desolação de Smaug Voz e captura de movimentos                                    |
| 2013 | August: Osage County                        | 'Little' Charles Aiken            | br: Álbum de Família pt: Um Quente Agosto                                                            |
| 2014 | The Hobbit: The Battle of the Five Armies   | Smaug e Necromancer               | br/pt: O Hobbit: A Batalha dos Cinco Exércitos                                                       |
| 2014 | The Imitation Game                          | Alan Turing                       | br/pt: O Jogo da Imitação Indicado ao Oscar de Melhor Ator em 2015                                   |
| 2014 | Penguins Of Madagascar                      | Secreto                           | br/pt: Os Pinguins de Madagáscar Voz                                                                 |
| 2015 | Black Mass                                  | Bill Bulguer                      | br: Aliança do Crime pt: Black Mass - Jogo Sujo                                                      |
| 2016 | Zoolander 2                                 | All                               | br/pt: Zoolander 2                                                                                   |
| 2016 | Doctor Strange                              | Stephen Strange / Doutor Estranho | br/pt: Doutor Estranho Também fez a captura de movimento para Dormammu                               |
| 2017 | Thor: Ragnarok                              | Stephen Strange / Doutor Estranho | br/pt: Thor: Ragnarok                                                                                |
| 2017 | The Current War                             | Thomas Edison                     | br: A Batalha das Correntes pt: Guerra das Correntes                                                 |
| 2018 | Mowgli: Legend of the Jungle                | Shere Khan                        | br: Mogli: Entre Dois Mundos pt: Mogli: A Lenda da Selva Voz                                         |
| 2018 | The Grinch                                  | The Grinch                        | br: O Grinch pt: Grinch Voz                                                                          |
| 2018 | Avengers: Infinity War                      | Stephen Strange / Doutor Estranho | br: Vingadores: Guerra Infinita pt: Vingadores: Guerra do Infinito                                   |
| 2019 | Avengers: Endgame                           | Stephen Strange / Doutor Estranho | br: Vingadores: Ultimato pt: Vingadores: Endgame                                                     |
| 2019 | 1917                                        | Coronel Mackenzie                 | br/pt: 1917                                                                                          |
| 2020 | The Courier                                 | Greville Wynne                    | br: The Courier pt: O Espião Inglês                                                                  |
| 2021 | The Mauritanian                             | Stuart Couch                      | br: The Mauritanian pt: O Mauritano                                                                  |
| 2021 | The Power of the Dog                        | Phil Burbank                      | br: Ataque dos Cães                                                                                  |
| 2021 | The Electrical Life of Louis Wain           | Louis Wain                        | |
| 2021 | Spider-Man: No Way Home                     | Stephen Strange / Doutor Estranho | br: Homem-Aranha: Sem Volta Para Casa pt: Homem-Aranha: Sem Volta a Casa                             |
| 2022 | Doctor Strange in the Multiverse of Madness | Stephen Strange / Doutor Estranho | br/pt: Doutor Estranho no Multiverso da Loucura                                                      |
| 2026 | Avengers: Doomsday                          | Stephen Strange / Doutor Estranho | |

### Televisão
| Ano         | Nome                                        | Personagem                       | Notas                                                              |
| ----------- | ------------------------------------------- | -------------------------------- | ------------------------------------------------------------------ |
| 2002        | Fields of Gold                              | Jeremy                           | Telefilme                                                          |
| 2002        | Tipping the Velvet                          | Freddy                           | 1 episódio                                                         |
| 2002        | Silent Witness                              | Warren Reid                      | 2 episódios                                                        |
| 2003        | Cambridge Spies                             | Edward Hand                      | 1 episódio                                                         |
| 2003        | Spooks                                      | Jim North                        | 1 episódio                                                         |
| 2003        | Fortysomething                              | Rory Slippery                    | Protagonista                                                       |
| 2004        | Dunkirk                                     | Pequeno Jimmy Langley            | Documentário                                                       |
| 2004        | Hawking                                     | Stephen Hawking                  | Telefilme                                                          |
| 2005        | To The Ends of the Earth                    | Edmund Talbot                    | Série de drama                                                     |
| 2005        | Broken News                                 | Will Parker                      | Série de comédia, apareceu em 3 episódios                          |
| 2005        | Nathan Barley                               | Robin                            | Série de comédia, apareceu em 2 episódios                          |
| 2007        | Stuart: A Life Backwards                    | Alexander Masters                | Filme para televisão                                               |
| 2008        | The Last Enemy                              | Stephen Ezard                    | Série de drama                                                     |
| 2009        | Marple: Murder Is Easy                      | Luke Fitzwilliam                 | Filme para televisão                                               |
| 2009        | Small Island                                | Bernard Bligh                    | Série de drama                                                     |
| 2010        | Van Gogh: Painted with Words                | Vincent van Gogh                 | Documentário/Drama                                                 |
| 2010        | Have I Got News For You                     | (Convidado) ele mesmo            | Panel show                                                         |
| 2010 - 2017 | Sherlock                                    | Sherlock Holmes                  | Minissérie da BBC Emmy de Melhor Ator numa Minissérie ou Telefilme |
| 2011        | The Rattigan Enigma by Benedict Cumberbatch | Apresentador                     | Documentário                                                       |
| 2012        | Parade's End                                | Christopher Tietjens             | Minissérie                                                         |
| 2016        | The Hollow Crown                            | Ricardo III                      |                                                                    |
| 2017        | The Child In Time                           | Stephen Lewis                    | Filme para televisão                                               |
| 2018        | Patrick Melrose                             | Patrick Melrose                  | Minissérie BAFTA de Melhor Ator Principal                          |
| 2019        | Brexit: The Uncivil War                     | Dominic Cummings                 | Telefilme                                                          |
| 2019        | Good Omens                                  | Satanás                          | Série Original Amazon Prime Video                                  |
| 2019        | Between Two Ferns: The Movie                | Benedict Cumberbatch             | Telefilme                                                          |
| 2019        | The Tiger Who Came to Tea                   | Daddy                            | Curta-metragem para a TV Voz                                       |
| 2021        | What If...?                                 | Doctor Strange / Strange Supreme | Minissérie Voz                                                     |

### Voz/Audiobook/Rádio
| Ano  | Nome                                                        | Personagem             | Notas                               |
| ---- | ----------------------------------------------------------- | ---------------------- | ----------------------------------- |
| 2004 | The Raj Quartet                                             | Nigel Rowan            | BBC Radio 4                         |
| 2004 | Kepler                                                      | Johannes Kepler        | BBC Radio 4                         |
| 2004 | The Recruiting Officer                                      | Worthy                 | BBC Radio 4                         |
| 2004 | The Odyssey                                                 | Telemachus             | BBC Radio 4                         |
| 2004 | The Biggest Secret                                          | Captain Rob Collins    | BBC Radio 4                         |
| 2004 | The Far Side of the World                                   | Narrador               | BBC Radio 4                         |
| 2004 | The Surgeons Mate                                           | Narrador               | BBC Radio 4                         |
| 2004 | Mr. Norris Changes Trains                                   | Narrador               | BBC Radio 4                         |
| 2005 | Le Pere Goriot                                              | Narrador               | BBC Radio 4                         |
| 2005 | Seven Women                                                 | Tovey                  | BBC Radio 4                         |
| 2005 | Medical Humanities: Baptism by Rotation                     | Narrador               | BBC Radio 4                         |
| 2005 | Fieldstudy: The Field                                       | Narrador               | BBC Radio 4                         |
| 2005 | The Cocktail Party                                          | Peter Quilpe           | BBC Radio 4                         |
| 2006 | The Possessed                                               | Nikolai Stavrogin      | BBC Radio 4                         |
| 2008 | The Pillow Book                                             | Tadanobu               | BBC Radio 4                         |
| 2008 | Blake 7 The Early Years                                     | Townsend               | BBC Radio                           |
| 2008 | The Last Days of Grace                                      | GF                     | BBC Radio 4                         |
| 2008 | At War with Wellington                                      | Duque de Wellington    | BBC Radio 4                         |
| 2008 | Chatterton: The Allington Solution                          | Thomas Chatterton      | BBC Radio 4                         |
| 2008 | Spellbound                                                  | Dr. Murchison          | BBC Radio 4                         |
| 2008 | Rainy Season                                                | Narrador               | BBC Radio 4                         |
| 2008 | The Tiger's Tale                                            | Narrador               | BBC Radio 4                         |
| 2008 | Words and Music: Italian Fantasy                            | Narrador               | BBC Radio 4                         |
| 2008 | Doctor Who: Forty-Five                                      | Howard Carter; Thing 2 | BBC Radio 4                         |
| 2008 | Casanova                                                    | Narrador               | Audiobook                           |
| 2008 | Death in a White Tie                                        | Narrador               | Audiobook                           |
| 2008 | Cabin Pressure                                              | Capitão Martin Crieff  | BBC Radio 4                         |
| 2009 | South Pacific                                               | Narrador               | Documentário de televisão           |
| 2009 | Little Red Hen                                              | Narrador               | Ladybird                            |
| 2009 | Rumpole and the Penge Bungalow Murders                      | Rumpole jovem          | BBC Radio 4 séries                  |
| 2009 | Metamorphosis                                               | Narrador               | BBC Radio 7                         |
| 2010 | Stephen Hawking's Universe                                  | Narrador               | Discovery Channel/Channel 4 séries  |
| 2010 | Sherlock Holmes: The Rediscovered Railway and Other Stories | Narrador               | Audiobook                           |
| 2010 | Rumpole and the Family Pride                                | Rumpole jovem          | BBC Radio 4                         |
| 2010 | Rumpole and the Eternal Triangle                            | Rumpole jovem          | BBC Radio 4                         |
| 2010 | Words for You: The Next Chapter                             | Narrador               |                                     |
| 2011 | Tom and Viv                                                 | T.S. Eliot             | BBC Radio 7                         |
| 2011 | The Nightjar                                                | Narrador               | Video game                          |
| 2012 | Did God Create the Universe?                                | Narrador               | Documentário para televisão         |
| 2012 | Rumpole and the Man of God                                  | Rumpole jovem          | BBC Radio 4                         |
| 2012 | Rumpole and the Explosive Evidence                          | Rumpole jovem          | BBC Radio 4                         |
| 2012 | Rumpole and the Gentle Art of Blackmail                     | Rumpole jovem          | BBC Radio 4                         |
| 2012 | Rumpole and the Expert Witness                              | Rumpole jovem          | BBC Radio 4                         |
| 2013 | Copenhagen                                                  | Werner Heisenberg      | BBC Radio 3                         |
| 2013 | Neverwhere                                                  | Anjo Islington         | BBC Radio 4                         |
| 2013 | Jerusalem                                                   | Narrador               | National Geographic Cinema Ventures |

### Jogos eletrônicos
| Ano  | Título                          | Papel               | Notas |
| ---- | ------------------------------- | ------------------- | ----- |
| 2011 | The Nightjar                    | Narrador            | Voz   |
| 2014 | Sherlock: The Network           | Sherlock Holmes     | Voz   |
| 2014 | LEGO: The Hobbit                | Samug / Necromancer | Voz   |
| 2015 | Family Guy: The Quest for Stuff | Ele mesmo           | Voz   |

## Teatro
| Ano  | Nome                      | Personagem                      | Notas                                                              |
| ---- | ------------------------- | ------------------------------- | ------------------------------------------------------------------ |
| 2001 | Love's Labour's Lost      | Ferdinand                       | Open Air Theatre, Regent's Park                                    |
| 2001 | A Midsummer Night's Dream | Demetrius                       | Open Air Theatre, Regent's Park                                    |
| 2002 | As You Like It            | Orlando                         | Open Air Theatre, Regent's Park                                    |
| 2002 | Romeu & Julieta           | Benvolio                        | Open Air Theatre, Regent's Park                                    |
| 2002 | Oh, What a Lovely War!    | Desconhecido.                   | Open Air Theatre, Regent's Park                                    |
| 2004 | The Lady from the Sea     | Lyngstrand                      | Almeida Theatre                                                    |
| 2005 | Hedda Gabler              | Tesman                          | Almeida Theatre e Duke of York's Theatre                           |
| 2006 | Period of Adjustment      | George                          | Almeida Theatre                                                    |
| 2007 | Rhinoceros                | Bérenger                        | Royal Court Theatre                                                |
| 2007 | The Arsonists             | Eisenring                       | Royal Court Theatre                                                |
| 2008 | The City                  | Chris                           | Royal Court Theatre                                                |
| 2010 | After the Dance           | David Scott-Fowler              | National Theatre Prémio Olivier de Melhor Ator Principal numa Peça |
| 2011 | Frankenstein              | A Criatura /Victor Frankenstein | National Theatre Prémio Olivier de Melhor Ator Principal numa Peça |
| 2015 | Hamlet                    | Hamlet                          | Barbican Theatre                                                   |